# Островський Аркадій Ілліч
Арка́дій (Авраа́м) Іллі́ч Остро́вський (25 лютого 1914, Сизрань — 18 вересня 1967, Сочі) — радянський композитор-пісняр, Заслужений діяч мистецтв РРФСР (1965)

## Біографія
Народився в сім'ї настроювача музичних інструментів.
З 1927 жив у Ленінграді, вчився в ФЗУ. В 1930 р. поступив в музичний технікум.
З 1940 по 1947 працював у джаз-оркестрі Леоніда Утьосова. У ці ж роки відбулися й перші композиторські роботи.
Став автором пісень, приурочених до Всесвітнього фестивалю молоді та студентів. А 1962 року композитором на вірші Льва Ошаніна була написана пісня «Хай завжди буде сонце», що отримала першу премію на Міжнародному фестивалі пісні в Сопоті.
«Дворові цикли» були написані композитором в 60-е роки. Перший цикл (пісні «А у нас у дворі», «І знову у дворі», «Я тебе почекаю») написаний у 1962, другий («Ось знову цей двір», «Дитинство пішло вдалину») — в 1965.
Пісні Островського виконували Едуард Хіль, Йосип Кобзон, Муслім Магомаєв, Майя Кристалинская, Едіта П'єха, Олег Анофрієв, Леонід Єкімов та ін.
Написав багато пісень для дітей. Одна з найвідоміших — «Сплять утомлені іграшки» — звучить в заставці передачі «Добраніч, малюки» (автор слів — Зоя Петрова). У передачі пісню виконували Олег Анофрієв та Валентина Толкунова.
Співачка Єва Синельникова виконувала цикл дитячих пісень Островського на вірші Зої Петрової від особи Буратіно.
У вересні 1967 в Сочі відкривався перший фестиваль «Червона гвоздика», на який композитор отримав запрошення. Однак 18 вересня Островський помер.
25 лютого 2004, в день, коли композитору виповнилося б 90 років, у Москві на площі перед концертним залом «Росія» з'явилася зірка з його ім'ям.

## Звання та нагороди
- Заслужений діяч мистецтв РРФСР (1965)

## Найвідоміші пісні
- «А у нас у дворі»
- «Атомний вік»
- «Ось знову цей двір»
- «Голос Землі»
- «Місто спить»
- «Дитинство пішло вдалину»
- «Зорі московські»
- «І знову у дворі»
- «Як проводжають пароплави»
- «Червона гвоздика»
- «Кола на воді»
- «Лісоруби»
- «Місячний камінь»
- «Хлопчаки»
- «Пісня кохання»
- «Пісня залишається з людиною»
- «Хай завжди буде сонце»
- «Сплять втомлені іграшки»
- «Старий парк»
- «Я тебе почекаю»
- «Я дуже радий, адже я нарешті повертаюся додому» (вокаліз)